# Kanadas Billie Jean King Cup-lag
Kanadas Billie Jean King Cup-lag (engelska: Canada Billie Jean King Cup team, franska: Équipe du Canada de Coupe Billie Jean King) representerar Kanada i tennisturneringen Billie Jean King Cup, och kontrolleras av Kanadas tennisförbund.

## Historik
Kanada deltog första gången premiäråret 1963. Länge var kvartsfinalspel främsta meriten. I november 2023 lyckades man dock vinna hela turneringen för första gången, genom att besegra Italien med 2–0 i finalen i Sevilla.